# Aktas
Aktas (kaz. Актас) – osiedle typu miejskiego w Kazachstanie; w obwodzie karagandyjskim; 9 400 mieszkańców (2006). Przemysł spożywczy.